# 107-о основно училище „Хан Крум“
107 ОУ „Хан Крум“ e основно училище в град София, известно с високите постижения на учениците си в областта на математиката. Намира се в квартал Лозенец.

## История
От 1930 до 1934 г. училището е клон на основно училище „Сава Раковски“. Учениците играели на воля по поляните и гората. Училището имало 2 отделения (класа) – първо и второ. Децата се обучавали полудневно от 2 учителки в класна стая в къщата на Антим Чолаков на площад Семинарията над фурната му.
От есента на 1931 г. отделенията са 3. Класните стаи са в къща на ул. „Презвитер Козма“ № 47 – 2 класни стаи, канцелария и малка кухня. През 1933/1934 г. училището има 4 отделения, целодневна детска градина и забавачка. В него работят 5 учители. Помещава се в къщата на Иван Бедрозов на ул. „Йоан Екзарх“ № 50.
С писмо № 7328/19.ІІІ.1934 г. на Министерството на просвещението и № 5461 на Окръжната училищна инспекция училището се отделя като самостоятелно първоначално училище със 122 ученика.
Новото училище има оскъдни помагала и удобства. Учело се в 2 класни стаи и стая за детската градина. Наименувано е „Цар Крум“. Главен учител е Тодор Глушков.
В следващите години броят на учениците расте, докато през 1937/1938 г. част от тях отиват в новооткрито училище в квартал Дианабад. Избрано е място за построяване сграда на училище „Цар Крум“ с площ 5800 m² на ул. „Архитект Танев“ (тогавашен манеж на яздова школа). На 24 май 1938 г. е осветено училищното знаме – конска опашка от стар боен кон. Смутните години на Втората световна война и бомбардировките над София довеждат до ненормално водене на учебни занятия.
През 1945/1946 г. училището работи на 2 смени, разменяни през седмица. Преименувано е на „Хан Крум“. Учебните занятия завършват на 19 юни, на 23 юни се провеждат годишни изпити, а на 30 юни учебната година е тържествено закрита. Открита е занималня през 1949/1950 г.
На 9 март 1950 г. с протокол на учителския съвет училището е преименувано на „Ламби Кандев“. За първи път се въвеждат годишни устни и писмени изпити по български език и математика за учениците от 4 клас (сегашен 8 клас). Въведена е петобална система на оценяване.
През 1956/1957 г. в училището има 14 паралелки и 2 групи занимални. За пръв път е организиран летен ученически лагер. От 15 септември 1958 г. училището е в нова сграда (сегашната) и е трансформирано в основно с 26 паралелки – 16 в началния и 10 в средния курс, и 2 групи занимални. Има 948 ученика, които учат на 2 смени.
През 1973/1974 г. е открита полудневна детска градина и втора група занималня в начален курс. През 70-те години на ХХ в. училището участва активно във фестивали, олимпиади, празници на техническо и научно творчество на младежта /ТНТМ/, организира различни кръжоци: бродерия, цветарство, биология, птицевъдство, сръчни ръце, дървообработване, електротехника, физика, география. От септември 1976 г. начален курс от първи до трети клас заедно с четвърти клас от прогимназията преминават на полуинтернатно обучение – целодневни занимания, отдих, извънкласни дейности. Въвежда се петдневна работна седмица за начален курс и кабинетна система за останалите ученици.

## Новаторство
През 1978/1979 г. цялото ръководство на Министерството на народната просвета начело с министър Дража Вълчева следи с интерес работата на учителите-новатори и често посещава училището. През 1979/1980 г. под ръководството на Научноизследователския институт по образованието „Тодор Самодумов“ се въвежда експериментално обучение на 6-годишни първокласници. Началният курс става обект за наблюдение от местни и чуждестранни делегации, журналисти и репортери. Създадено е училищно настоятелство.
През 1991/1992 г. 107 основно училище „Ламби Кандев“ отново връща старото си име „Хан Крум“ и става член на Националната мрежа училища, утвърждаващи здраве. През 1992/1993 г. се открива паралелка за природосъобразен начин на живот със занимания, включващи елементи на хатха йога. През 1999/2000 г. съвместно с НПМГ „Академик Любомир Чакалов“ се сформират групи за разширено обучение по математика в средния курс, а по-късно и в началния. Училището започва работа по учебен план за ранно чуждоезиково обучение.
По инициатива на преподавателите по английски и руски език от 2009 г. в училището ежегодно се провежда Пролетно езиково състезание, а от 2012 г. изучаващите английски език участват и в състезанието по английски правопис Spelling bee.

## Директори
- 1934 – 1945: Тодор Глушков
- 1945 – 1952: Станчо Станев
- 1952 – 1956: Марин Пеловски
- 1956 – 1957: Руси Хаджиев
- 1957 – 1972: Александър Домусчиев
- 1972 – 1991: Здравка Кънчева
- 1992 – 2017: Иванка Маринова
- 2017 – Данко Калапиш